# Tarnished Lady
Tarnished Lady is een Amerikaanse dramafilm uit 1931 onder regie van George Cukor.

## Verhaal
Een vrouw trouwt met een rijke man voor zijn geld. De vrouw gaat zich al snel vervelen. Oude liefdes drijven het stel uit elkaar. Ze wordt zwanger, maar vraagt een scheiding aan.

## Rolverdeling
| Acteur              | Personage         |
| ------------------- | ----------------- |
| Tallulah Bankhead   | Nancy Courtney    |
| Clive Brook         | Norman Cravath    |
| Phoebe Foster       | Germaine Prentiss |
| Alexander Kirkland  | DeWitt Taylor     |
| Elizabeth Patterson | Mevrouw Courtney  |
| Osgood Perkins      | Ben Sterner       |